# Wallsend
Wallsend è una località della contea del Tyne and Wear, in Inghilterra. Si trova pochi chilometri a nord di Newcastle upon Tyne.
Il suo nome deriva da wall's end («fine del muro») per il fatto che il luogo era una delle estremità del Vallo di Adriano. Nel 2011 contava 43.826 abitanti.

## Storia
Nel periodo romano a Wallsend si trovava il forte di Segedunum, limite orientale del Vallo di Adriano. Le rovine del forte sono tuttora visibili presso il locale museo e molti segnali sono presenti, in inglese e in latino, per ricordare la presenza romana nella città.

### Cantieri navali
La città è stata famosa tra XIX e XX secolo per la presenza di importanti cantieri navali come Wigham Richardson, in seguito entrato a far parte della compagnia Swan Hunter che costruì la Mauretania, transatlantico che per 22 anni detenne il nastro azzurro, il primato di velocità nella traversata atlantica. Altre navi famose costruite a Wallsend sono la Carpathia che recuperò i naufraghi del Titanic nel 1912 e il rompighiaccio Krasin che partecipò al salvataggio della spedizione artica di Umberto Nobile nel 1928.
Alla fine del XIX secolo Charles Algernon Parsons vi inventò la turbina a vapore – sperimentata per la prima volta sulla nave Turbinia, varata nel 1884 – che rivoluzionò sia il trasporto navale che la produzione di energia elettrica. Durante la Seconda guerra mondiale vi furono costruite varie navi della Royal Navy tra cui la Sheffield, la Victorious e l'ammiraglia della Home Fleet, la King George V.
I cantieri navali chiusero nel 2007 e furono venduti alla società indiana Bharati Shipyards, che ha provveduto a smantellarne tutte le attrezzature per poi ricostruire il cantiere in India. Dal 2008 la Swan Hunter ha affermato di volersi concentrare sulla progettazione di navi impiegando meno di 200 dipendenti.